# حكم كوسوفو

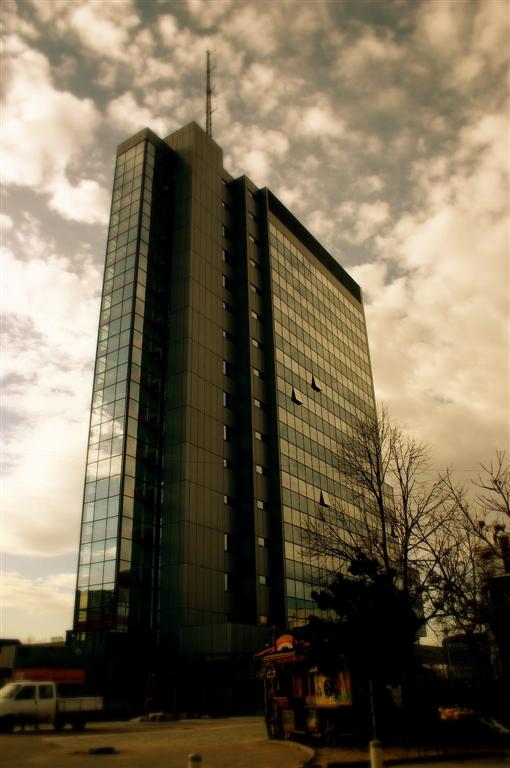

تعمل حكومة كوسوفو في أطار إقليم كوسوفو المتنازع عليه.
تُعرّف مؤسسات الحكم الذاتي المؤقتة بحكم القانون بموجب لوائح بعثة الأمم المتحدة للإدارة المؤقتة في كوسوفو (UNMIK)، وحكومة جمهورية كوسوفو الفعلية محددة بموجب دستور كوسوفو لعام 2008 وتعمل في معظم كوسوفو، والجمعية الفعلية لجماعة بلديات مقاطعة كوسوفو وميتوهيا المتمتعة بالحكم الذاتي هي جمعية رابطة الحكومات البلدية في مقاطعة كوسوفو وميتوهيا المتمتعة بالحكم الذاتي التي تعمل في شمال كوسوفو. تعمل جميع الحكومات في سياق ديمقراطية تمثيلية برلمانية متعددة الأحزاب. هكذا قال أحد المؤلفين: 
| « | ... دول مثل صربيا، والاتحاد الروسي، وقبرص، واليونان، ورومانيا، وسلوفاكيا، وإسبانيا، والمنظمات الدولية، التي تعتبر "محايدة"، مثل الأمم المتحدة ومنظمة الأمن والتعاون في أوروبا ومجلس أوروبا والناتو والاتحاد الأوروبي لم تعترف بعثة سيادة القانون في كوسوفو (EULEX) ومكتب الاتصال التابع للمفوضية الأوروبية في كوسوفو (ECLO) بجمهورية كوسوفو. ووفقًا لهم، فإن مؤسسات كوسوفو لا تزال "مؤسسات مؤقتة للحكم الذاتي". | » |

يعمل الوجود المدني والأمني الدولي تحت رعاية قرار مجلس الأمن رقم 1244. وقد شمل ذلك في السابق بعثة الأمم المتحدة للإدارة المؤقتة في كوسوفو فقط، ولكنه توسع منذ ذلك الحين ليشمل بعثة الاتحاد الأوروبي لسيادة القانون في كوسوفو (EULEX). في كانون الأول / ديسمبر 2008، تم نشر بعثة الاتحاد الأوروبي في جميع أنحاء إقليم كوسوفو، لتولي مسؤوليات في مجالات الشرطة والجمارك والقضاء. 

## الحالة

### بعثة الأمم المتحدة للإدارة المؤقتة في كوسوفو
في 10 يونيو 1999، أصدر مجلس الأمن القرار 1244 الذي وضع كوسوفو تحت إدارة الأمم المتحدة. في 25 تموز / يوليو 1999، أصدر الممثل الخاص للأمين العام لكوسوفو برنارد كوشنر لائحة البعثة 1999/1، التي تناط بها «جميع السلطات التشريعية والتنفيذية فيما يتعلق بكوسوفو، بما في ذلك إدارة القضاء» في بعثة الأمم المتحدة للإدارة المؤقتة في كوسوفو يمارسها الممثل الخاص، الذي دخل حيز النفاذ في 10 حزيران / يونيو 1999 

#### مؤسسات الحكم الذاتي المؤقتة
وفي 15 أيار / مايو 2001، صدرت لائحة بعثة الأمم المتحدة للإدارة المؤقتة في كوسوفو 2001/9، التي أنشأت مؤسسات الحكم الذاتي المؤقتة، بما في ذلك برلمان كوسوفو، رئيس كوسوفو، السلطة التنفيذية لكوسوفو، والنظام القضائي.  وفي 13 أيلول / سبتمبر 2001، صدرت لائحة البعثة 2001/19 التي تحدد السلطة التنفيذية لكوسوفو. 

### جمهورية كوسوفو
في 17 فبراير 2008، وقع 109 من أعضاء برلمان كوسوفو على إعلان استقلال كوسوفو لعام 2008، مما أدى إلى جدل كبير. في 9 نيسان / أبريل 2008، اعتمد برلمان كوسوفو دستور كوسوفو فيما وصفه الوزير الصربي لكوسوفو سلوبودان سامارديتش بأنه «عمل غير قانوني».  في 15 يونيو 2008 دخل الدستور حيز التنفيذ بشروطه الخاصة.

### جمعية مجتمع البلديات
في 28 حزيران / يونيو 2008، عقد المندوبون المنتخبون في انتخابات كوسوفو المحلية لعام 2008 في 26 بلدية في كوسوفو اجتماعا لجمعية بلديات مقاطعة كوسوفو وميتوهيا المتمتعة بالحكم الذاتي. 

## جمهورية كوسوفو

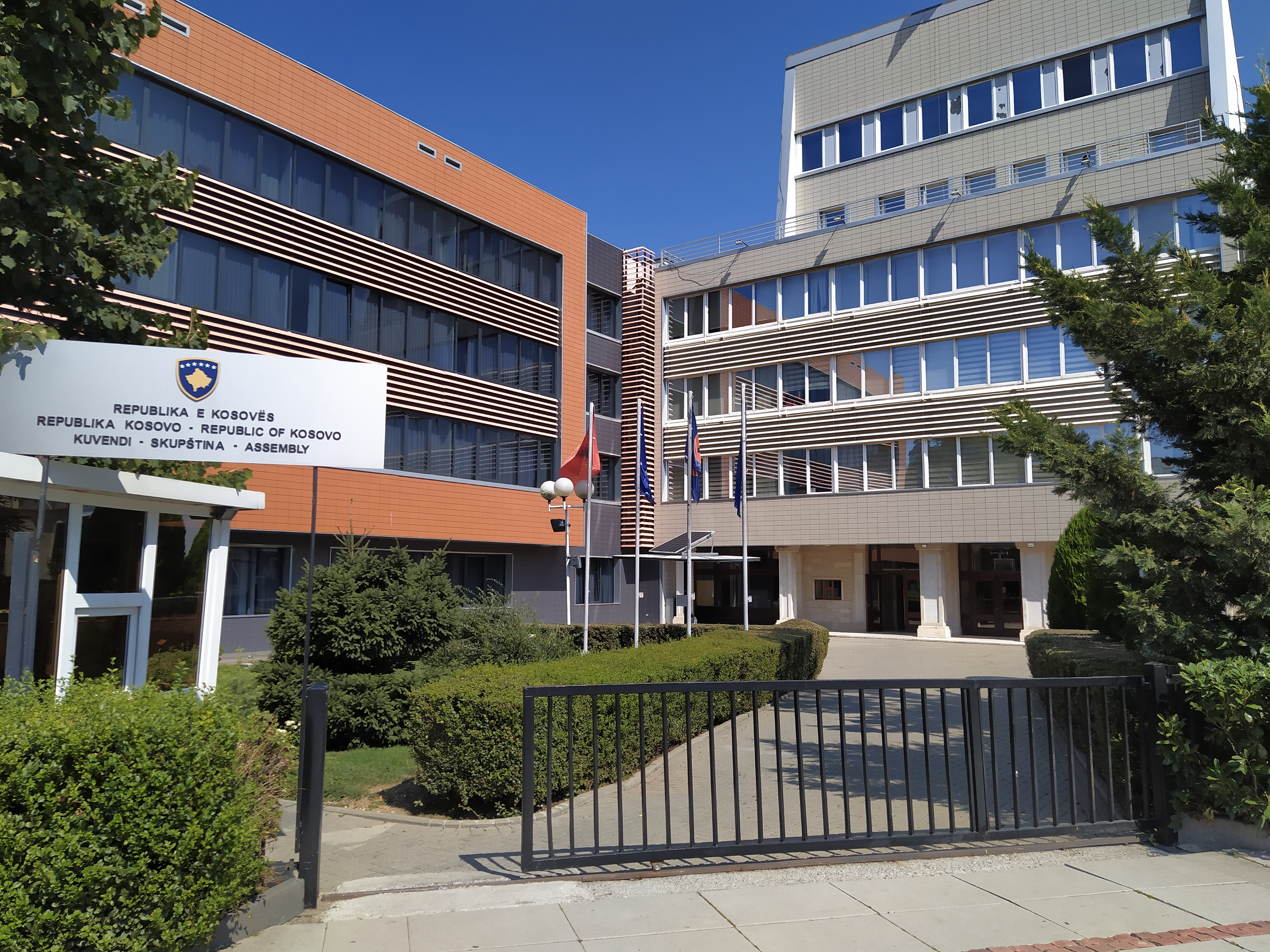
مجلس جمهورية كوسفو

تناط السلطة التشريعية في كل من برلمان كوسوفو والوزراء في حدود اختصاصاتهم. رئيس كوسوفو هو رئيس الدولة ويمثل «وحدة الشعب». تمارس السلطة التنفيذية في كوسوفو السلطة التنفيذية وتتألف من رئيس وزراء كوسوفو كرئيس للحكومة ونواب رئيس الوزراء ووزراء الوزارات المختلفة. يتألف النظام القانوني من قضاء مستقل يتألف من المحكمة العليا والمحاكم الفرعية ومحكمة دستورية ومؤسسة ادعاء مستقلة. هناك أيضًا العديد من المؤسسات المستقلة التي حددها الدستور والقانون، بالإضافة إلى الحكومات المحلية.

### البرلمان
يتكون برلمان كوسوفو من 120 عضوا ينتخبون لمدة أربع سنوات. ويضم البرلمان عشرين مقعدًا محجوزًا: عشرة لصرب كوسوفو وعشرة للأقليات غير الصربية (مثل البوشناق، الغجر، إلخ. ). يمرر البرلمان جميع القوانين في كوسوفو، ويصدق على المعاهدات الدولية، ويعين رئيس كوسوفو، ورئيس الوزراء، والوزراء، والقضاة في جميع المحاكم، ويعتمد الميزانية ويؤدي واجبات أخرى على النحو المنصوص عليه في الدستور. يمكن للبرلمان تمرير تصويت بحجب الثقة عن الحكومة بأغلبية الأعضاء.

### رئيس
رئيس كوسوفو هو رئيس الدولة. يتم انتخاب الرئيس من قبل البرلمان.

### السلطة التنفيذية
وتتألف السلطة التنفيذية، التي تسمى أيضًا الحكومة، من رئيس الوزراء ونواب رئيس الوزراء بالإضافة إلى مختلف الوزراء.

### النظام القضائي
وفقاً لدستور عام 2008، يتألف النظام القضائي من قضاء مستقل يتألف من المحكمة العليا والمحاكم الفرعية، ومحكمة دستورية، ومؤسسة ادعاء مستقلة. ويدير المحاكم مجلس كوسوفو القضائي.
وفي 15 كانون الأول / ديسمبر 2000، صدرت لائحة بعثة الأمم المتحدة 2000/64 التي تسمح بتعيين قضاة ومدعين عامين دوليين، أو ما يسمى «فريق اللائحة 64»، في حالات معينة.   وفي 6 تموز / يوليو 2003، صدرت لائحة البعثة 2003/25 و 2003/26، التي سنت القانون الجنائي المؤقت وقانون الإجراءات الجنائية المؤقتة، لتحل محل القانون الجنائي الاتحادي اليوغوسلافي الذي لا يزال ساري المفعول.    في 13 مارس 2008، أقرت الجمعية القانون 2008/03-L053، وقانون الاختصاص، واختيار القضايا وتخصيص القضايا للقضاة والمدعين العامين في بعثة الاتحاد الأوروبي في كوسوفو، وكذلك القانون 2008/03-L052، قانون النيابة الخاصة لجمهورية كوسوفو.   تعترف هذه القوانين بسلطة قضاة بعثة الاتحاد الأوروبي والمدعين العامين والمحاكم في العمل جنبًا إلى جنب مع نظرائهم الكوسوفيين، والتي تحكمها جمعية قضاة بعثة الاتحاد الأوروبي وجمعية المدعين العامين لبعثة الاتحاد الأوروبي، على التوالي.